# Auburn Tigers

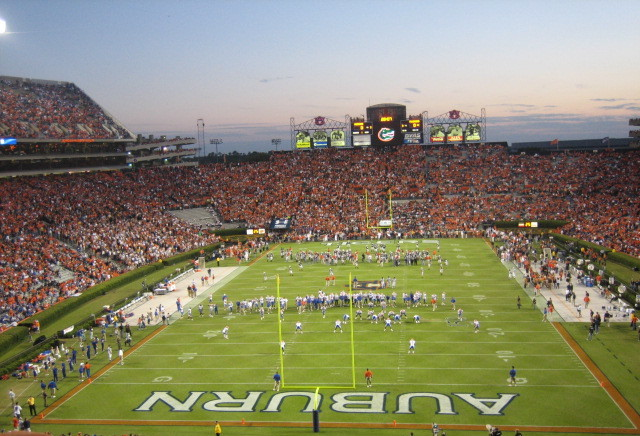
Jordan–Hare Stadium.

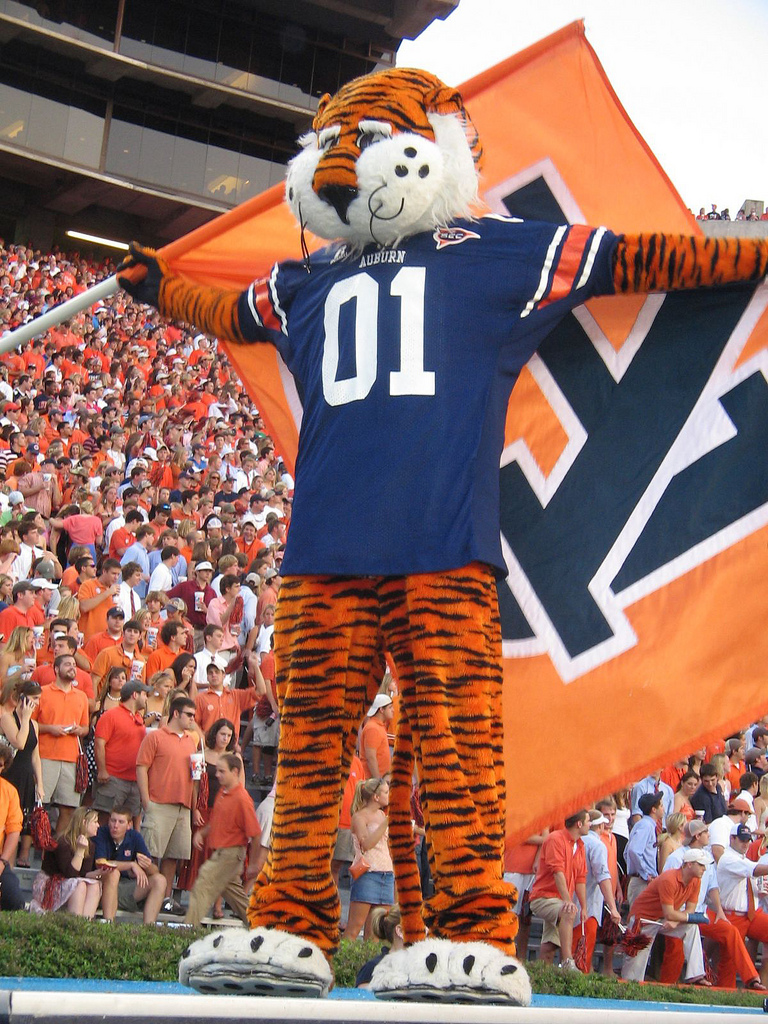
Aubie, la mascota, con la bandera de la universidad.

Auburn Tigers (español: Tigres de Auburn) es el nombre de los equipos deportivos de la Universidad de Auburn. Los equipos de los Tigers participan en las competiciones universitarias organizadas por la NCAA, y forman parte de la Southeastern Conference. 

## Fútbol americano
El programa de fútbol americano es uno de los más exitosos del país. Fundado en 1892, el equipo ha cosechado a lo largo de su historia once temporadas con 11 victorias o más, 12 campeonatos de conferencia y cinco campeonatos nacionales (1913, 1957, 1983, 1993 y 2010). Además ha logrado 22 victorias en 38 apariciones en bowls de postemporada, destacándose un BCS National Championship Game, dos Sugar Bowl, un Cotton Bowl y cuatro Peach Bowl. 

## Baloncesto
En baloncesto masculino, los Tigers ganaron el título de conferencia en 1985 y 1960. En 1999 fueron campeones de la temporada regular de conferencia. Destacados baloncestistas como Charles Barkley, Chuck Person, Isaac Okoro y Wesley Person han estudiado en esta universidad. Auburn ha participado en ocho ocasiones en el torneo de la NCAA, con un balance de 12-8. 